# Sandrine Bélier
Sandrine Bélier (Longjumeau, 2 settembre 1973) è un avvocato e politica francese, europarlamentare della VII legislatura.

## Biografia
Ha studiato giurisprudenza all'Università Paris XI - Paris-Sud e all'Università di Strasburgo III. Ha conseguito i diplomi DESS in diritto ambientale e DEA in diritto pubblico. Ha lavorato in diverse organizzazioni ecologiche (comprese France nature environnement), ha inoltre tenuto conferenze nelle università di Mulhouse e Strasburgo.
Alle elezioni europee del 2009 è eletta al Parlamento europeo nelle liste di Europa Ecologia I Verdi; si è iscritta al gruppo Verdi/ALE. Dal 2009 al 2012 ha fatto parte della commissione per l'ambiente, la sanità pubblica e la sicurezza alimentare. Il 30 giugno 2014 ha guidato la delegazione per le relazioni del Parlamento europeo in un tour parlamentare in Giappone.